# إمير أزيموفيتش
إمير أزيموفيتش (الصربية السيريلية: Един Аземовић، من مواليد 6 يناير 1997)، وهو لاعب كرة قدم محترف في الجبل الأسود يلعب لنادي ألميني في السلوفينية.